# Лоцзян (Дэян)
Лоцзя́н (кит. упр. 罗江, пиньинь Luójiāng) — район городского подчинения городского округа Дэян провинции Сычуань (КНР).

## История
При империи Западная Цзинь здесь был образован уезд Ваньань (万安县). При империи Лян он был переименован в Чаньтин (潺亭县), при империи Западная Вэй ему было возвращено название Ваньань. При империи Тан в 742 году уезд получил название Лоцзян (罗江县).
При империи Цин в 1659 году уезд Лоцзян был присоединён к уезду Дэян, но в 1729 году он был выделен вновь. В 1769 году уезд опять был расформирован, став частью области Мяньчжоу (绵州), но в 1802 году был образован опять.
В 1950 году уезд Лоцзян вошёл в состав Специального района Мяньян (绵阳专区). В 1959 году уезд Лоцзян был присоединён к уезду Дэян.
В 1983 году постановлением Госсовета КНР был образован городской округ Дэян; уезд Дэян при этом был расформирован, а его территория стала Центральным районом (市中区) городского округа Дэян. В 1996 году Центральный район был разделён на район Цзинъян и уезд Лоцзян.
В августе 2017 года уезд Лоцзян был преобразован в район городского подчинения.

## Административное деление
Уезд Лоцзян делится на 10 посёлков.